# Second Line Jazzband
Second Line Jazzband från Göteborg i Sverige bildades 1989, då de flesta medlemmarna var tonåringar. Idag är fortfarande tre av bandets sex originalmedlemmar kvar. Ganska snabbt har Second Line etablerat sig som ett av Europas mest populära traditionella jazzband och har spelat på klubbar, festivaler, radio och TV i Storbritannien, Tyskland, Frankrike, Nederländerna, Belgien, Schweiz, Litauen, Danmark, Finland, Norge och Sverige. 
Second Line Jazzband har producerat sexton CD-skivor, varav den senaste Ready, Set, Go! släpptes i november 2023, men framför allt har bandet gjort sig känt som ett liveband. Detta märks inte minst av orkesterns flitiga turnerande. Genom åren har en mängd solister gästat bandet, så som Lillian och Tricia Boutté, Anti Sarpila, Orange Kellin, Roy Williams, Isabella Lundgren, Daniel Lemma, Miriam Mandipira, Marilyn Keller, Pauline Pierce, Phil Mason, Kenneth Arnström med flera.
Åren 2009 - 2018 delade bandet ut Second Line-priset till en musiker de själva tycker förtjänar det. Pristagare har varit:
- 2009 Björn Ingelstam (Sverige) – trumpet,
- 2010 TJ Johnson (Storbritannien) – piano, sång,
- 2011 Chris Tanner (Australien) – klarinett,
- 2012 Isabella Lundgren (Sverige) – sång,
- 2013 Kristoffer Kompen (Norge) – trombone,
- 2014 Klas Lindqvist (Sverige) – saxofon, klarinett,
- 2015 Gustav Lundgren (Sverige) – gitarr,
- 2016 Anna Pauline Andersson (Sverige) – sång,
- 2017 Jerome Etcheberry (Frankrike) – trumpet,
- 2018 Jonny Boston (Storbritannien) – saxofon, klarinett, sång.

## Medlemmar
- Klas Nilsson – trumpet och sång, 2022-
- Niklas Carlsson – trombon och sång, 1989–
- Olof Skoog – saxofoner, klarinett och sång, 1997–
- Hampus Andersson – gitarr, 2019–
- Per Bach – kontrabas, 1989–
- Erik Fastén - trummor, 2024-

Tidigare medlemmar
Johan Horner – trummor, 2007–2024
- Jesper Albrektsson – trumpet och sång, 1989–2022
- Anders Wasén – banjo, 1989–2018
- Martin Ljungströmmer – trummor, 1989–1993
- Anders Östlund – trummor, 1993–2007
- Klas Lindquist – altsaxofon, 1991–1997
- Niclas Karlsson/Nygren – klarinett, 1989–1994